# Haboro
Haboro (羽幌町?) è una cittadina giapponese della prefettura di Hokkaidō.